# Lichtenthal
Pour l’article homonyme, voir Peter Lichtenthal.
Lichtenthal est une ancienne commune allemande, rattachée en 1909 à Baden-Baden. Elle est célèbre pour son abbaye cistercienne féminine créée au XIIIe siècle, qui est toujours en fonction.

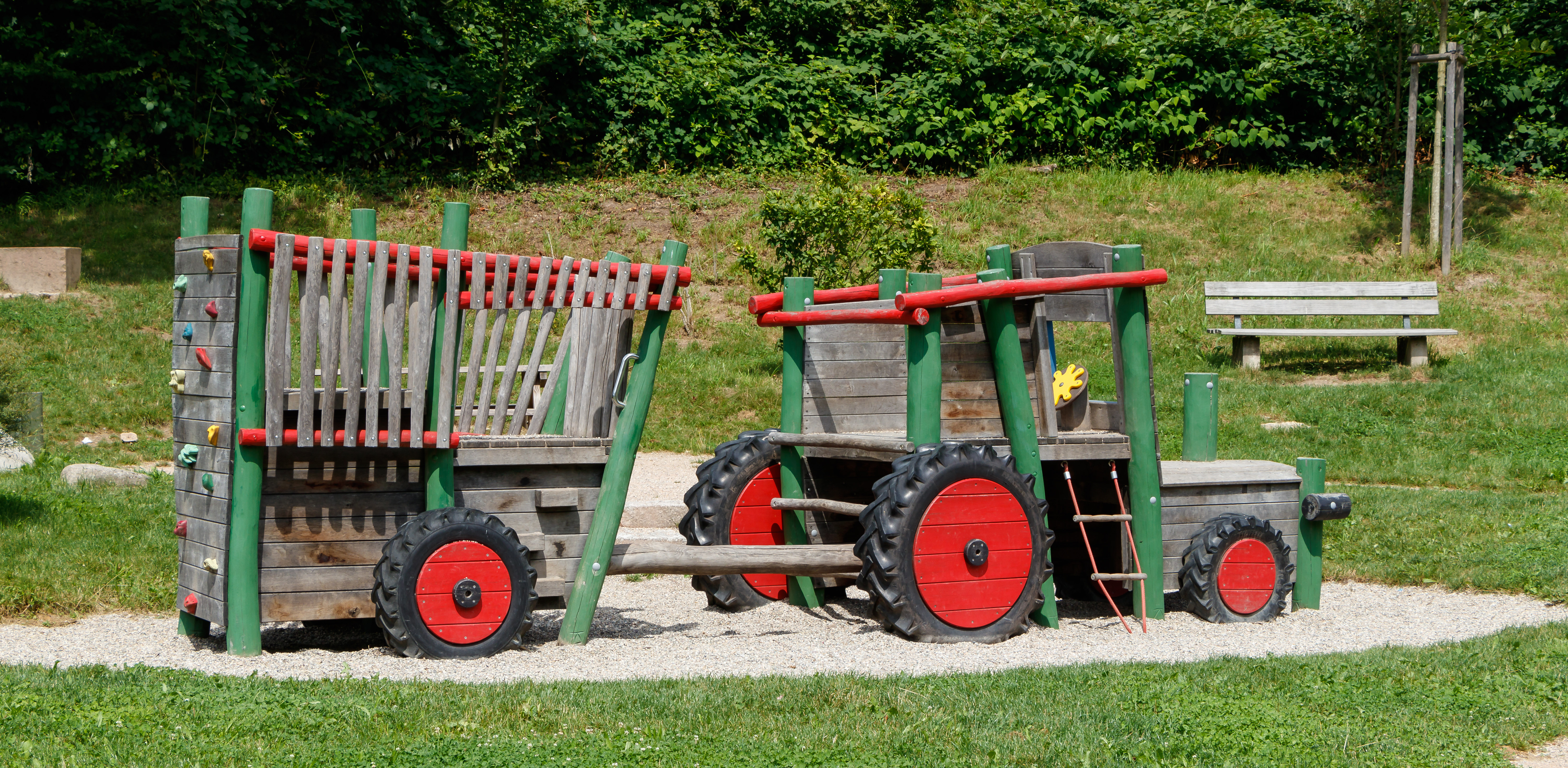
Sur une aire de jeux, un tracteur et sa remorque à Lichtenthal (novembre 2020).